# Gabi Grobler
Pour les articles homonymes, voir Grobler.
Gabi Grobler, née le 18 décembre 1999, est une nageuse sud-africaine. 

## Carrière
Gabi Grobler obtient la médaille d'or des relais 4 x 100 mètres nage libre, 4 x 100 mètres quatre nages et 4 x 100 mètres quatre nages mixte ainsi que la médaille d'argent du 100 mètres nage libre aux Championnats d'Afrique de natation 2016 à Bloemfontein.